# Báboc
Báboc (románul: Băbuțiu) falu Romániában, Kolozs megyében. Közigazgatásilag Borsaújfaluhoz tartozik.

## Fekvése
A Grécse-hegy alatt, a Grécse patak és az Esküllő összefolyásánál fekszik.

## Története
1930-ban a régészeti ásatások során népvándorlás korabeli kerámialeleteket tártak fel.
Első írásos említése 1325-ből maradt fent.
1927-ben templomát lebontották, szószéke és kazettás mennyezete a kajántói katolikus templomba került.

## Híres emberek
Itt kezdte lelkészi pályáját 1885-ben Irsai Irsay József lelkész, későbbi országgyűlési képviselő.